# قاعدة غولجوك البحرية
قاعدة غولجوك البحرية (بالتركية: Gölcük Deniz Ana Üssü)‏ هي القاعدة الرئيسية للبحرية التركية على الساحل الشرقي لبحر مرمرة في غولجوك بمحافظة قوجه إيلي. وهي القاعدة الرئيسية للدعم اللوجستي بمرافق متنوعة تمتد على 1,800 أكر (7.3 كـم2) من الأرض.
بالإضافة إلى أماكن العمل، تضم القاعدة ثكنات تشبه الشقق، ومرافق اجتماعية، ومستشفى عسكري، ومتحفًا عسكريًا، وأرشيفًا للتاريخ البحري.
حوض السفن في القاعدة قادر على بِناء فرقاطات وغواصات وقوارب هجوم سريعة وسفن مساعدة بتقنية تكنولوجيا عالية بمعايير مُعترف بها. 

## التاريخ
في أواخر العشرينات من القرن الماضي، تم اختيار منطقة غولجوك لبناء حوض جاف عائم كبير بما يكفي لاستيعاب طراد المعركة تركي؛ وهو طراد ياووز لإصلاح أضرار الحرب التي لحقت بالمدينة. في وقتاً لاحق، جنبًا إلى جنب مع شركة بناء السفن الألمانية فليندر فيرك التي شيدت الحوض الجاف العائم، تم بناء العديد من ورش الإصلاح ومحطات إنتاج الألغام البحرية والطوربيدات والبطاريات وثكنات الإسكان في غولجوك. بهذه الطريقة، مهدت الحاجة إلى تمهيد الطريق إلى بناء قاعدة بحرية. 
تم توسيع هذه المرافق مع مُختلف المباني الأخرى المُمتدة على مستنقعات كبيرة وبحيرة صغيرة وحقول بستان البندق في غولكوك. حظرت اتفاقية المضائق التركية، وهي جُزء من معاهدة لوزان الموقعة عام 1923 ، المُنشآت العسكرية في المضائق التركية. وهكذا، تم نقل البنية التحتية للبحرية التركية، مثل أحواض بناء السُفن والمرافق البحرية، في القرن الذهبي وإستينيا في اسطنبول بشكل منهجي إلى غولجوك. كانت السُفن الحربية الرئيسية للبحرية التركية، مثل طرادات القتال والمُدمرات وقوارب الطوربيد، متمركزة في غولجوك.
أخيرًا ، في عام 1933، سن البرلمان غولجوك كقاعدة بحرية رئيسية للبحرية التركية. 

### زلزال غولجوك 1999
تم إنشاء مقرّ قيادة أسطول المعركة في غولجوك في عام 1964، ودُمرت العديد من المباني الأُخرى بشكلاً كبير بسبب زلزال إزميد في 17 أغسطس 1999. وتمّ إيواء القيادة مٌؤقتًا في مركز بريفيزي للألعاب الحربية في نفس القاعدة حتى يوليو 2000 ، عندما تم الانتهاء من مبنى المقرّ الجديد.
أودى الزلزال بحياة 441 من أفراد القاعدة، بما في ذلك 28 ضابطاً بحرياً من مُختلف الرتب، و 136 ضابط صف، وطالب بحري واحد، و 39 مسؤولًا مدنيًا، و 9 عُرفاء، و 82 بحارًا، و 126 عاملاً. وكان اللواء البحري أورهان آيدين، قائد الأكاديمية البحرية التركية في توزلا بإسطنبول، من بين ضحايا الزلزال.

### 2016 محاولة الانقلاب التركي
في 16 يوليو 2016، استولت مجموعة تركية مُناهضة للحكومة على فرقاطة، تم تحديدها لاحقًا باسم TCG يافوز (F-240) ، من قاعدة غولجوك البحرية. واحتجزت المجموعة قائد الأسطول الأميرال فيسيل كوسيلي والعميد البحري ليفنت كريم كرهائن من قبل المجموعة. يأتي هذا الحدث بالتزامن مع محاولة الانقلاب التركية في 15 يوليو 2016. في السابق، تم أخذ قائد القوات المسلحة التركية، رئيس الأركان العامة خلوصي آكار، كرهينة من قبل منفذي الانقلاب في 15 يوليو 2016 وأنقذتهم القوات الموالية للحكومة في صباح اليوم التالي.
أفاد وزير العدل التركي، بكير بوزداغ ، أن الأميرال فيسيل كوسيلي كان بأمان، وأن الفرقاطة التي تم الاستيلاء عليها أُعيدت من قبل المجموعة المناهضة للحكومة في وقتاً لاحق من ذلك اليوم.

## عمليات
- قيادة أسطول المعركة (Harp Filosu Komutanlığı)
- قيادة أسطول القوارب الهجومية (Hücumbot Filosu Komutanlığı)
- قيادة أسطول الغواصات (Denizaltı Filosu Komutanlığı)
- قيادة حوض بناء السفن في غولجوك (Gölcük Tersanesi Komutanlığı)
- قيادة مركز الإمداد البحري (Deniz İkmal Merkezi Komutanlığı)
- مركز تطوير التكتيكات والعقيدة والتحليل (Taktik Geliştirme Doktrin ve Analiz Merkezi Komutanlığı)
- قيادة مركز التحكم في المخزون (Envanter Kontrol Merkezi Komutanlığı)
- العميد البحري لسفن الدعم اللوجستي (Lojistik Destek Gemileri Komodorluğu)

## وصلات خارجية
- زلزال مرمرة الكبير والحقائق المخفية ! (ناشر Yeniakit)
- كتاب هارب ... تكنولوجيا نهاية العالم (ايدوغان سيتيزن) بالتركية:  Haarp / Kıyamet Teknolojisi